# Культура Афганистана

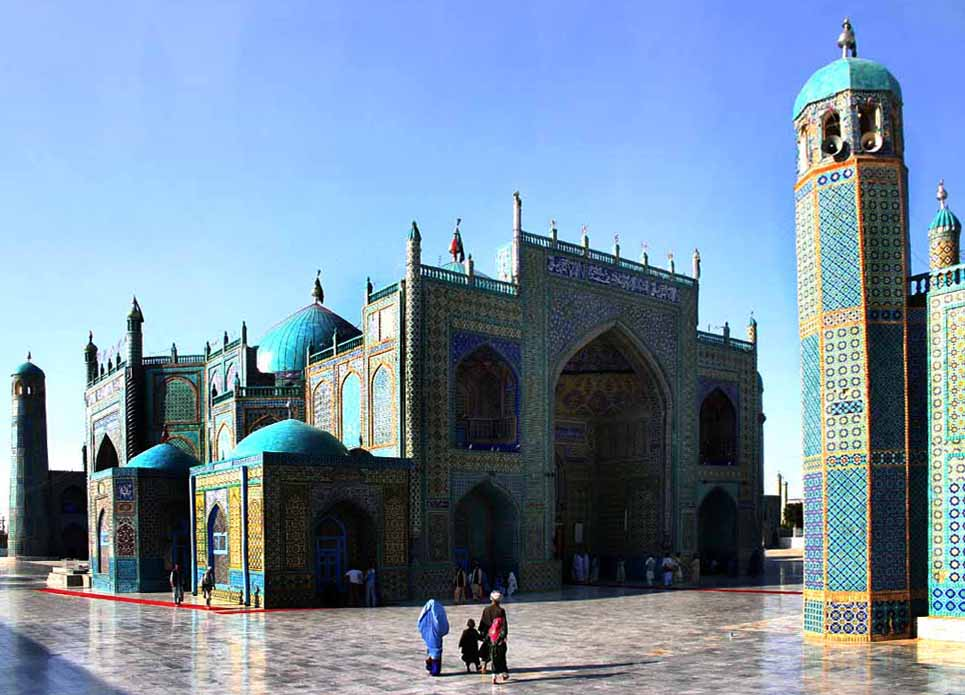
Мечеть в Мазари-Шарифе

Культура Афганистана охватывает четыре основных периода его развития: языческий, эллинистический, буддийский и исламский.

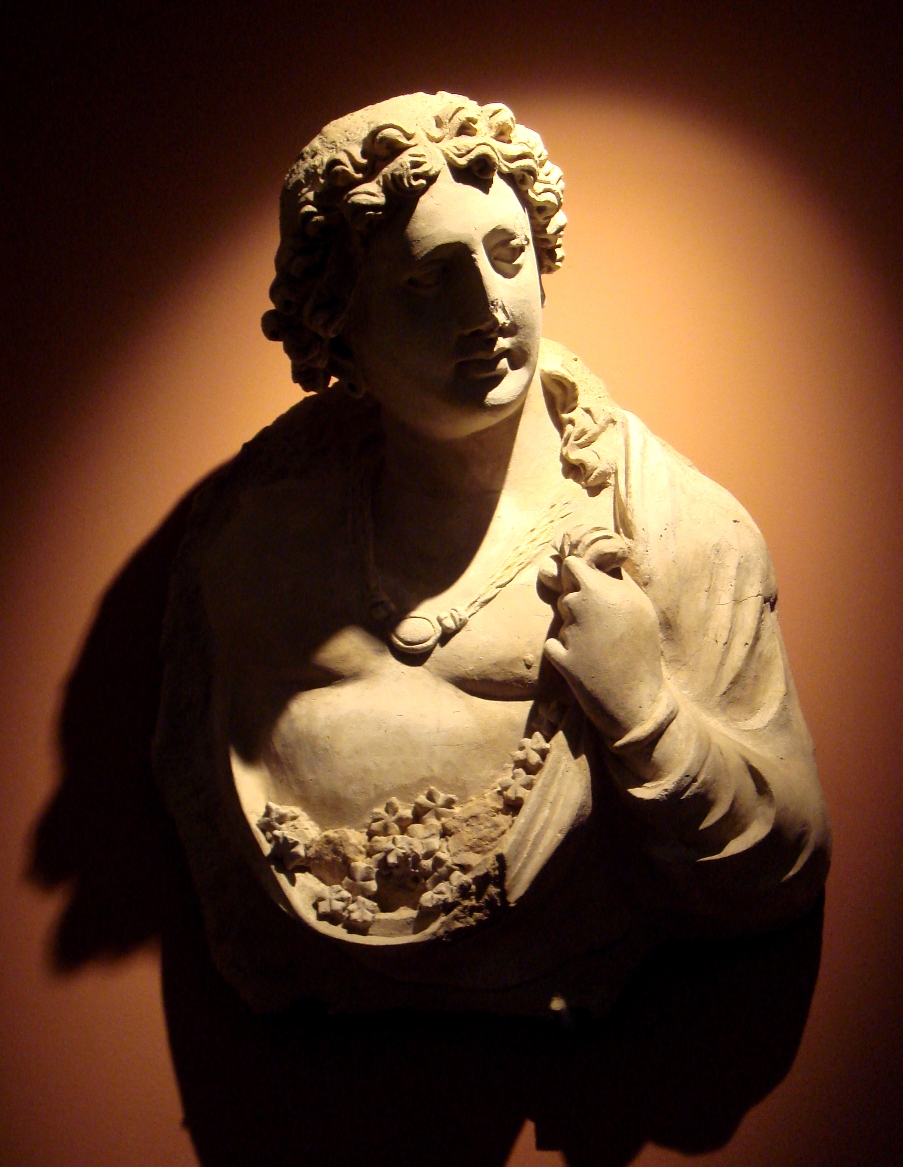
Афганский мальчик

## Архитектура

### Языческий период
- Святилище с терракотовыми фигурами «богини-матери» в Дех Мораши Гондей (Кандагар) в земледельческом поселении 3000-1500 г. до н. э.;
- Знаменитый круглый храм Дашлы в Дашлы Тапа (Балх) в крепости и земледельческом поселении 1500—800 г. до н. э. ;
- Алтын Тапа (Балх) — поселение ахеменидского времени IV—VI вв. до н. э. ;

### Эллинистический период
- Ай-Ханум — греко-бактрийский город;

### Буддийский период
- Буддийский храм в Газни, Беграм (Каписа) — кушанский город I—III вв. до н. э., c большим количеством буддийских памятников;
- Хазар Сум — пещерный буддийский комплекс II—VIII вв.;
- Кундуз (г. Кундуз) — буддийский монастырь II—IV вв. н. э.;
- Шоторак (Каписа) — буддийский культовый центр II—VII вв.;
- Бамиан (г. Бамиан) — буддийский пещерный монастырь II—VIII вв.;
- Буддийские монастыри в Хадде (провинция Нангархар) и г. Айбаке (провинция Саманган)

Талибы варварски отнеслись к неисламскому наследию Афганистана: в 2001 году были уничтожены памятники буддийской культуры в г. Бамиан, знаменитые глиняные колоссы.

Несколько месяцев спустя, в результате американских бомбардировок в районе города Ай-Ханум на севере Афганистана, повреждены и частично уничтожены уникальные трехметровые глиняные статуи, памятники истории III—II вв. до нашей эры.

### Исламский период
- Мечеть Абу Насра Парса в Балхе;
- Мечеть «Руза-и Шариф» в Мазари-Шарифе;
- Соборные мечети в Герате и Кабуле;
- Мечеть «Хырке-йе мубарак» в Кандагаре;
- Мечеть «Шах-е ду шамшира» в Кабуле;
- Архитектурный комплекс «Мусалла» в Герате;
- Мавзолеи Абдуррахмана Джами, Ансари и Алишера Навои в Герате;
- Гробницы Мир Вайса и Ахмад-шаха в Кандагаре;
- Минарет «Джам» в провинции Гур;

Среди исторических памятников Афганистана, которые, возможно, уже уничтожены:
- Лашкари-Базар (в провинции Гильменд) — дворцовый комплекс XI—XIII вв. ;
- Данестана (в провинции Баглан) — медресе (духовная школа) XII в.;
- Джам (Гор) — минарет XIII в.

## Музыка и танцы
Традиционным афганским танцем является аттан.

## Образование
После прихода к власти в 2021 году движение «Талибан» запретило в 2022 всё женское образование: как начальное, так и высшее образование.

## Средства массовой информации
Государственная телерадиокомпания — RTA (Radio Television Afghanistan, رادیو تلویزیون ملی افغانستان), включает в себя телеканал RTA TV (Afghanistan National Television) и радиостанцию Radio Kabul.
В 2021-2024 гг. (уже поле прихода к власти талибов) в «Исламском Эмирате Афганистан» начали работу около 10 печатных, визуальных и аудиоизданий. За этот же период по разным причинам прекратилась деятельность более 200 СМИ.

## Музеи
Широко известен в Афганистане и за его пределами Кабульский национальный музей, созданный в 1919 году, В котором было представлено собрание очень редких образцов древнего и средневекового искусства. В годы Гражданской войны музей подвергся разграблению и в настоящее время находится в стадии восстановления.
Сохранились небольшие музеи в некоторых центрах провинций Афганистана.

## Права женщин

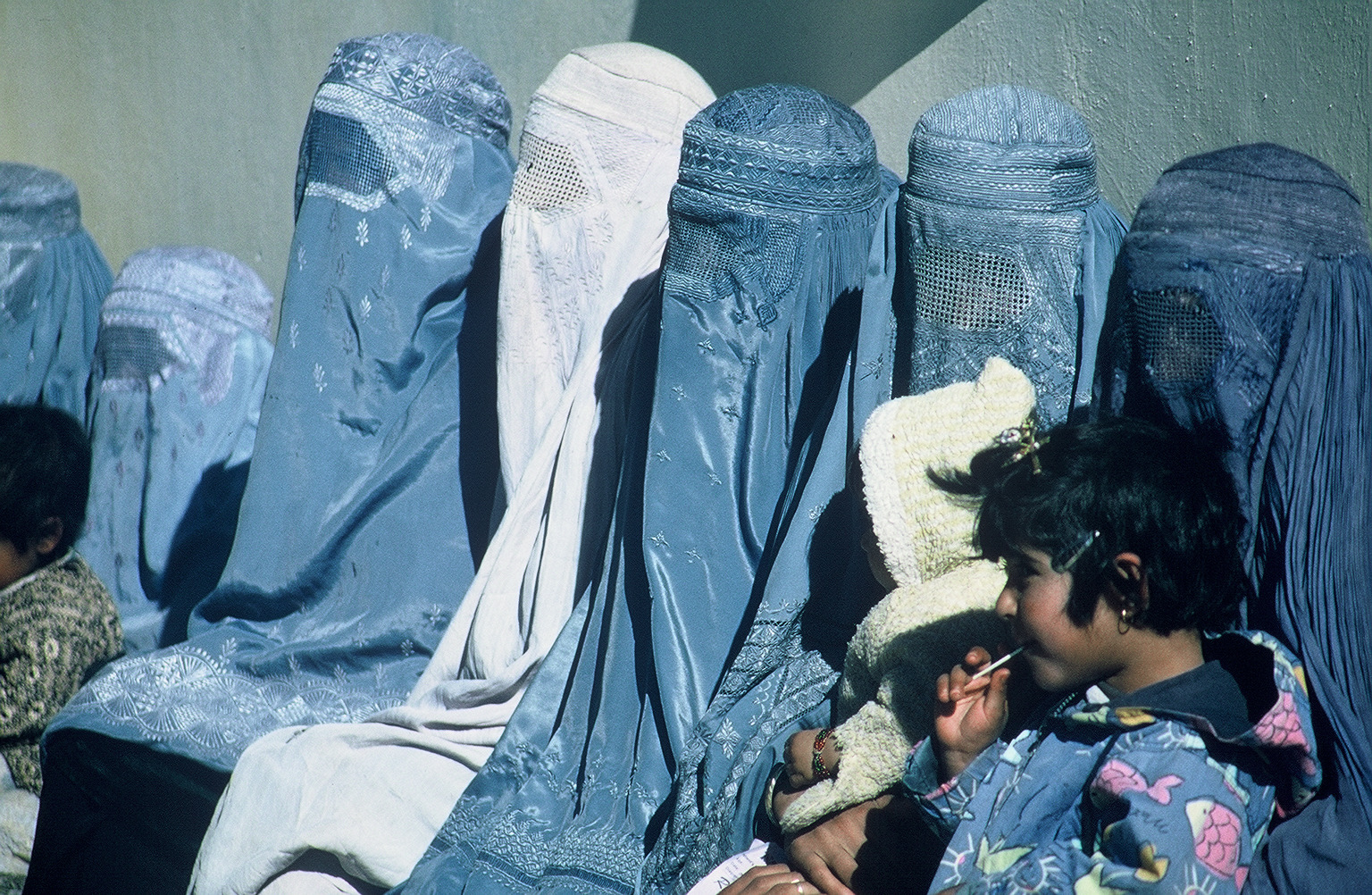
Женщины в бурках

- Права женщин в Исламском Эмирате Афганистан (1996—2001)
- Права женщин в Исламском Эмирате Афганистан (с 2021)
- Полигамия в Афганистане
- Категория:Права женщин в Афганистане

Женщины в Афганистане обязаны носить бурку, либо абайю с никабом.
Согласно данным Thomson Reuters Foundation, опубликовавшего в январе 2019 года рейтинг самых опасных для женщин стран мира, Афганистан занимал вторую позицию в списке государств с наибольшим количеством рисков для женщины в плане здравоохранения, доступа к экономическим ресурсам, обычной жизни, сексуального насилия, торговли людьми.
Согласно Докладу о глобальном гендерном разрыве ООН (Global Gender Gap Index) за 2022 год, среди 146 стран Афганистан по уровню гендерного разрыва находится на 146 месте.
Движение «Талибан», после прихода к власти в 2021 году, запретило в 2022 г. женщинам в Афганистане получать высшее образование.
Всё женское образование, включая начальное, запрещено.